# 4378 Фойґт
4378 Фойґт (4378 Voigt) — астероїд головного поясу, відкритий 14 травня 1988 року.
Тіссеранів параметр щодо Юпітера — 3,307.